# Platysace arnhemica
Platysace arnhemica är en flockblommig växtart som beskrevs av Raymond Louis Specht. Platysace arnhemica ingår i släktet Platysace och familjen flockblommiga växter. Inga underarter finns listade i Catalogue of Life.